# Conca dei Marini
Pour les articles homonymes, voir Conca (homonymie).
Conca dei Marini est une commune italienne de la province de Salerne, dans la région Campanie.

## Administration
| Période                                  | Période | Identité           | Étiquette | Qualité |
| ---------------------------------------- | ------- | ------------------ | --------- | ------- |
| 4 octobre 2021                           |         | Pasquale Buonocore |           |         |
| Les données manquantes sont à compléter. |         |                    |           |         |

### Communes limitrophes
Amalfi, Furore.

## Galerie photographique

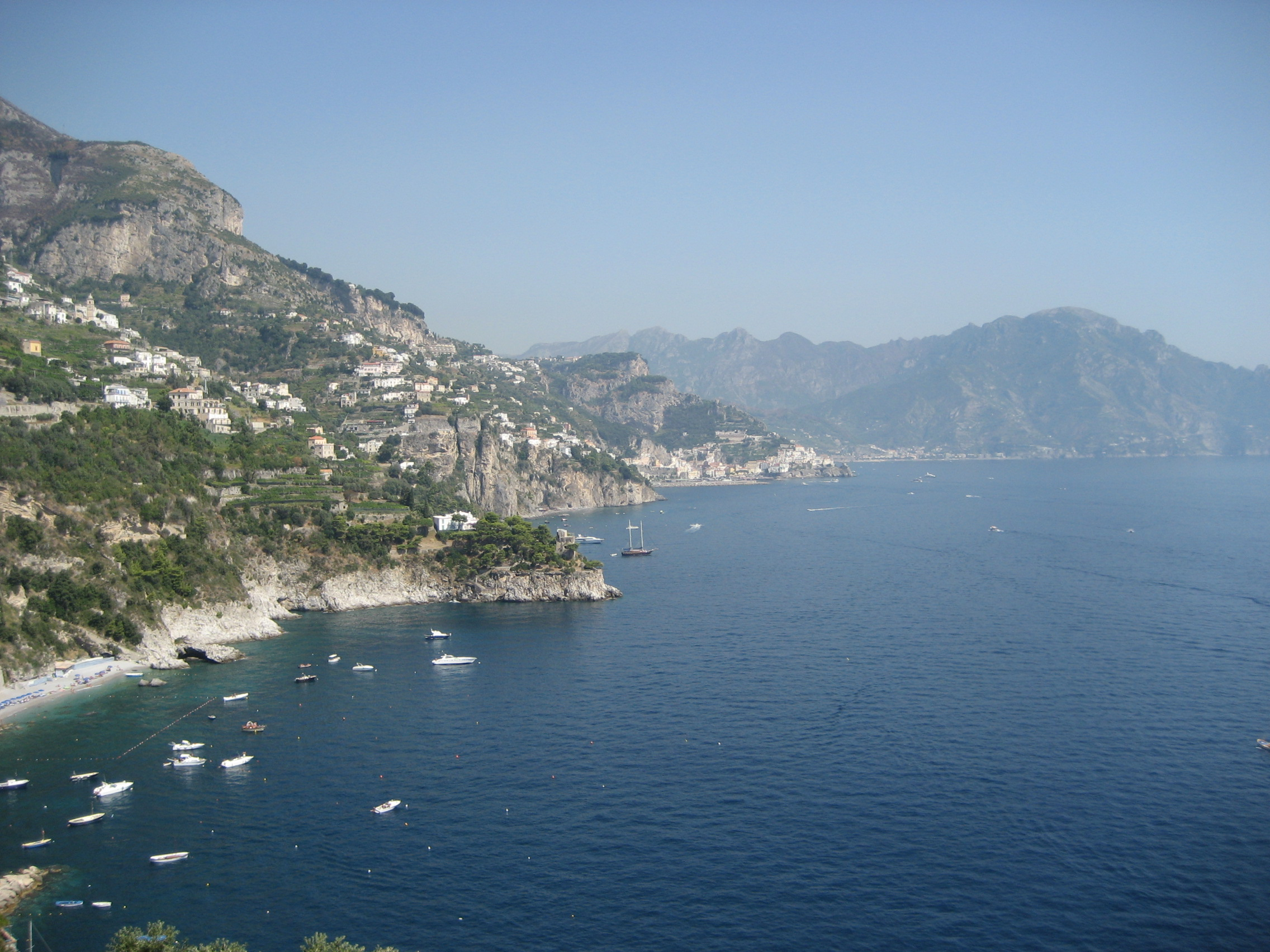
Panorama.
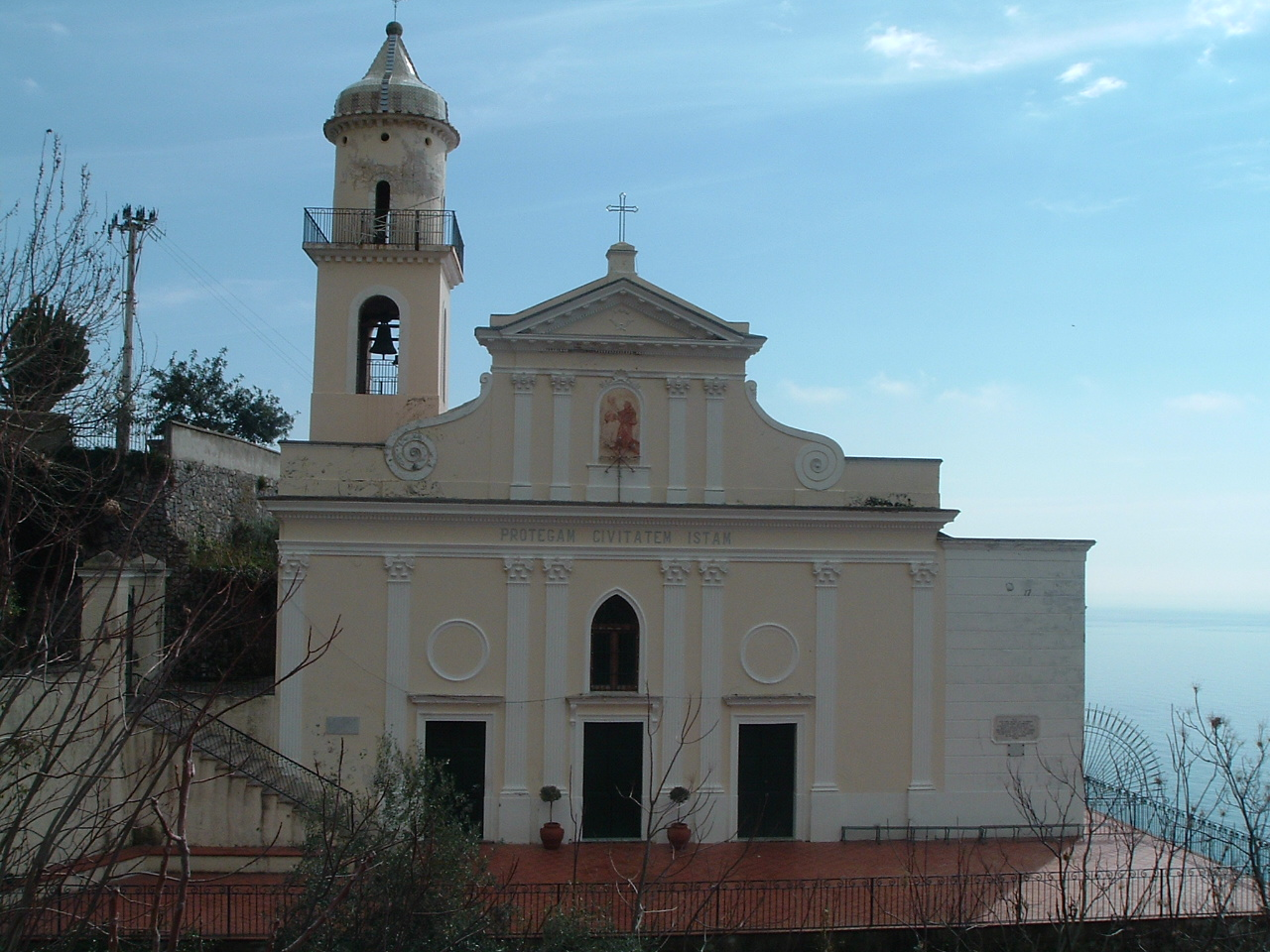
L'église Saint Jean-Baptiste.
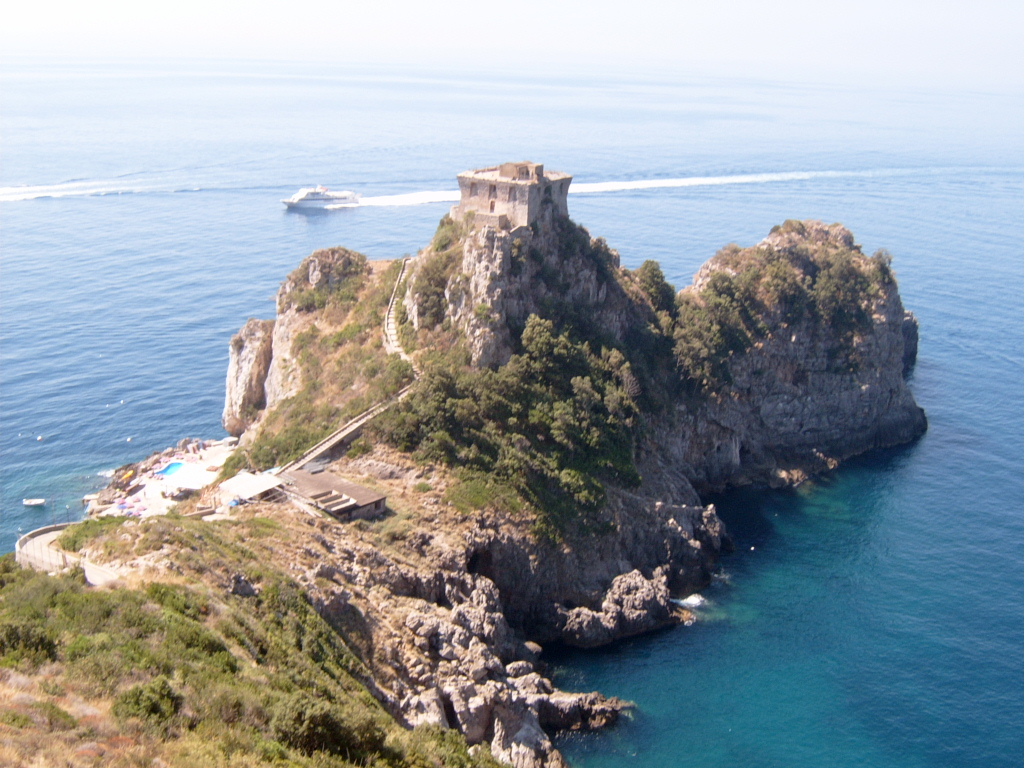
Cap Conca avec l'ancienne tour de guet.
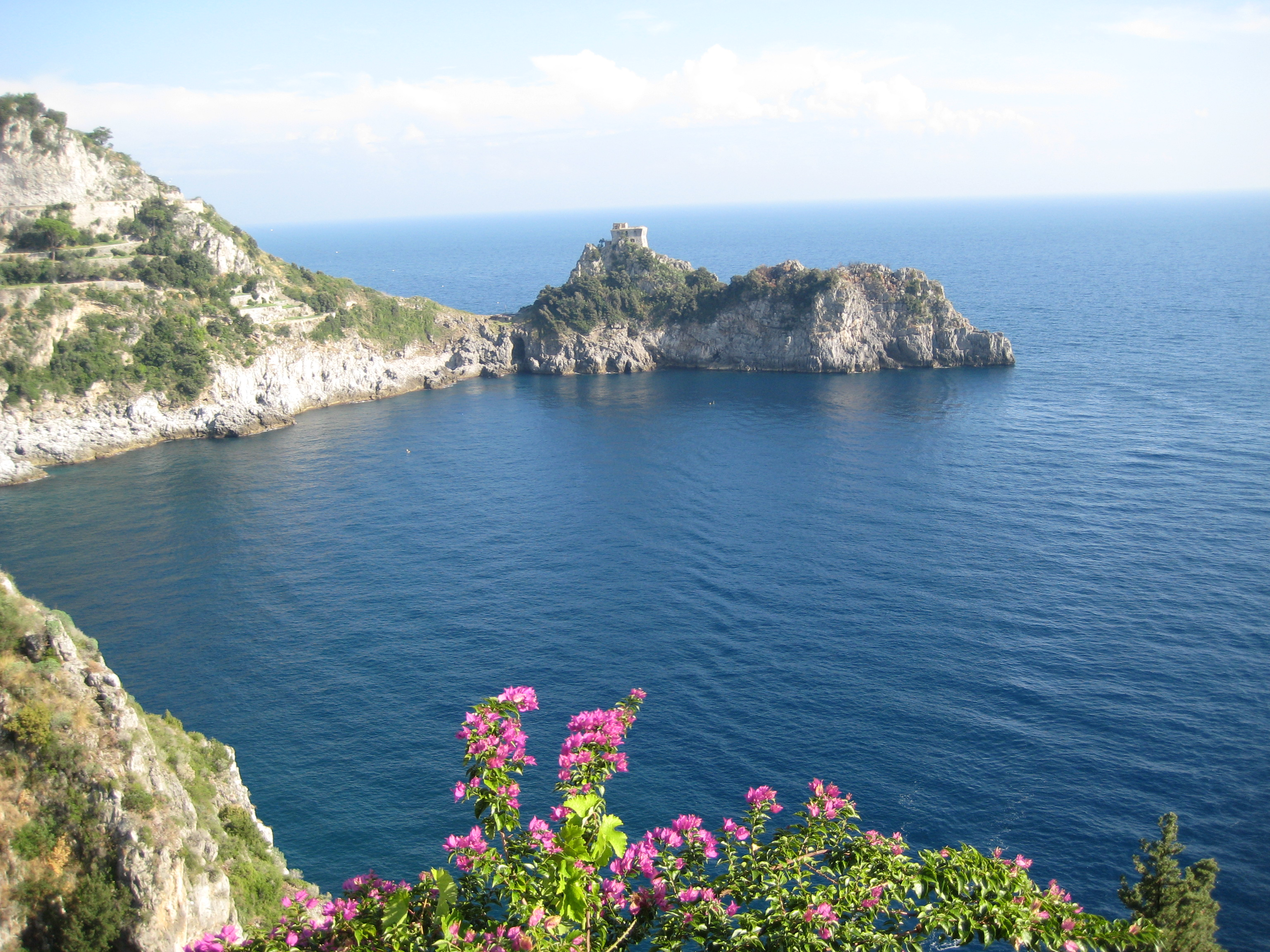
L'aire du cap Conca et la Grotta dello Smeraldo (en).